# Saint-Martin-de-Cenilly
Saint-Martin-de-Cenilly é uma comuna francesa na região administrativa da Normandia, no departamento Mancha. Estende-se por uma área de 6,68 km². Em 2010 a comuna tinha 182 habitantes (densidade: 27,2 hab./km²).